# Georg Wissel (Bezirksamtmann)
Georg Wissel (* 8. August 1875 in Lohr am Main (Landkreis Main-Spessart); † 24. Dezember 1963 in München) war ein deutscher Bezirksamtsmann.

## Leben
Nach dem Abitur absolvierte Georg Wissel ein Studium der Rechtswissenschaften an der Julius-Maximilians-Universität Würzburg und war während seines juristischen Vorbereitungsdienstes beim Amts- und Landgericht Würzburg, beim Bezirksamt und der Stadtverwaltung Würzburg beschäftigt. 1901 legte er das Assessorexamen (früher Staatskonkurs) ab und kam als Rechtspraktikant zur Regierung von Unterfranken. Im Juli 1905 wurde er Assessor beim Bezirksamt Kelheim und wart dort von 1916 bis Ende August 1917 Vertreter des Behördenleiters. Zum 1. Oktober 1917 wechselte er zum Bezirksamt Fürstenfeldbruck und erwarb dort am 19. Dezember 1919 den Titel und Rang eines Bezirksamtmanns. Am 1. Juni 1920 wurde Wissel Bezirksamtsvorstand in Mallersdorf. In diesem Amt blieb er bis zu seinem Wechsel am 1. November 1924 in gleicher Funktion zum Bezirksamt Ebersberg. Seine Beförderung zum Oberregierungsrat fiel auf den 1. Juni 1927. Zum 1. Februar 1936 wurde er in den Ruhestand verabschiedet, nachdem er zuvor über längere Zeit krankheitsbedingt dienstunfähig war.